# The Independent
The Independent é um jornal on-line britânico. Fundado em 1986 como um jornal matutino nacional independente publicado em Londres, foi controlado pela Independent News & Media em 1997 e vendido para Alexander Lebedev em 2010. Ele deixou de ser produzido em sua versão impressa em março 2016.
Apelidado de Indy, ele começou como um jornal standard, mas mudou para o formato de tabloide em 2003. Considerado como de centro-esquerda, na cultura e na política, tende a assumir uma postura mais pró-mercado sobre questões econômicas. O jornal descreve-se como "livre de viés político-partidário, livre da influência proprietorial" - o banner que usava na primeira página de sua edição diária.
Sua edição diária foi nomeada "Jornal Nacional do Ano" pelo British Press Awards de 2004. O editor atual, Amol Rajan, foi nomeado, em 2013, e seu ex-editor-adjunto, Archie Bland, em 2012. Bland era uma das pessoas mais jovens a serem nomeadas para um cargo gerencial sênior na indústria de jornais britânicos, aos 28 anos de idade. Rajan tinha 29 anos no momento da sua nomeação, em junho de 2013.
Em junho de 2015, tinha uma circulação média diária de pouco menos de 58 mil exemplares, 85% menos que seu pico em 1990, sendo que a edição de domingo tinha uma tiragem de pouco mais de 97 mil cópias. Em 12 de fevereiro de 2016, foi anunciado que o The Independent e sua versão dominical se tornariam apenas digitais. A última edição impressa do The Independent on Sunday foi publicada em 20 de março de 2016 e o jornal principal encerrou sua publicação impressa no sábado seguinte.